# SC 포르투나 쾰른 II
SC 포르투나 쾰른 II(독일어: Sport-Club Fortuna Köln e.V. II)는 독일의 축구 클럽이다. 또한 SC 포르투나 쾰른의 리저브팀으로 활동 중이다.